# Helix (Liseberg)
Helix je ocelová horská dráha v göteborském zábavním parku Liseberg. Postavila ji německá společnost Mack Rides.

## Galerie

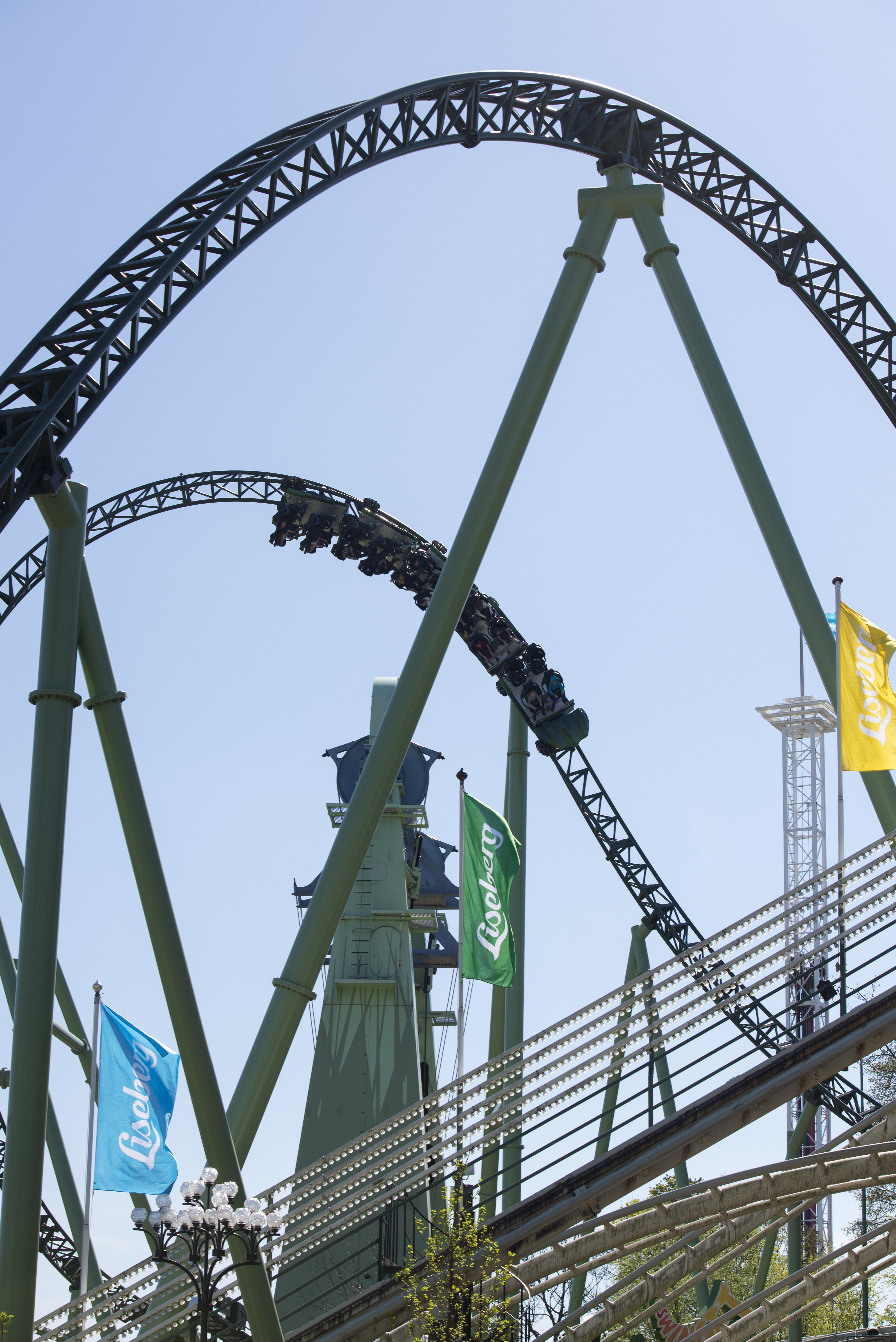
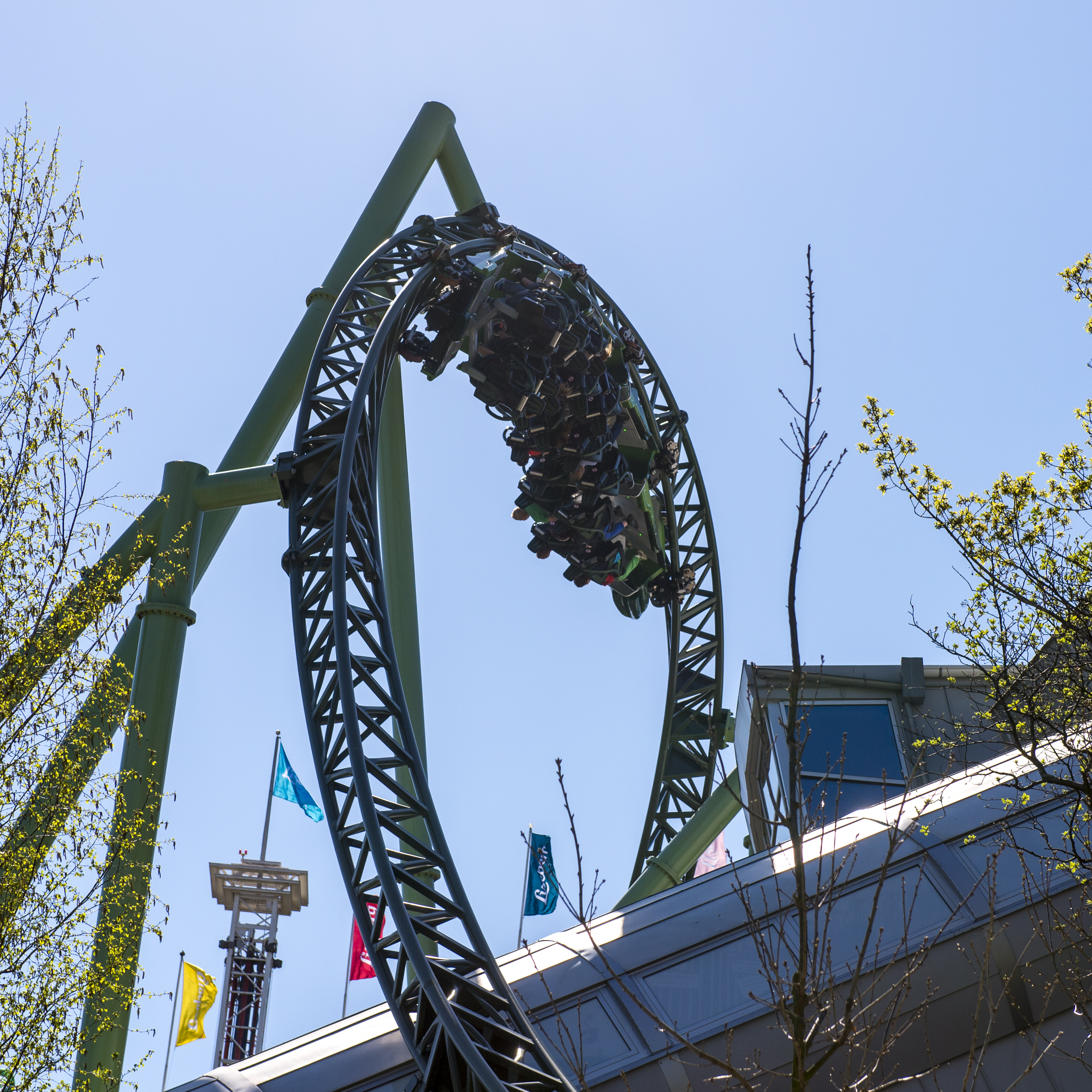
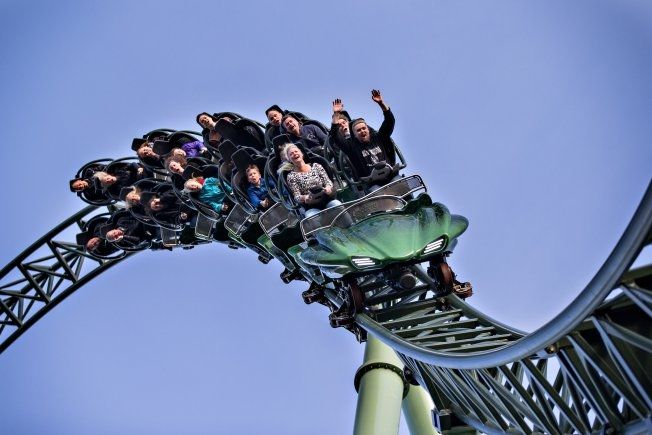
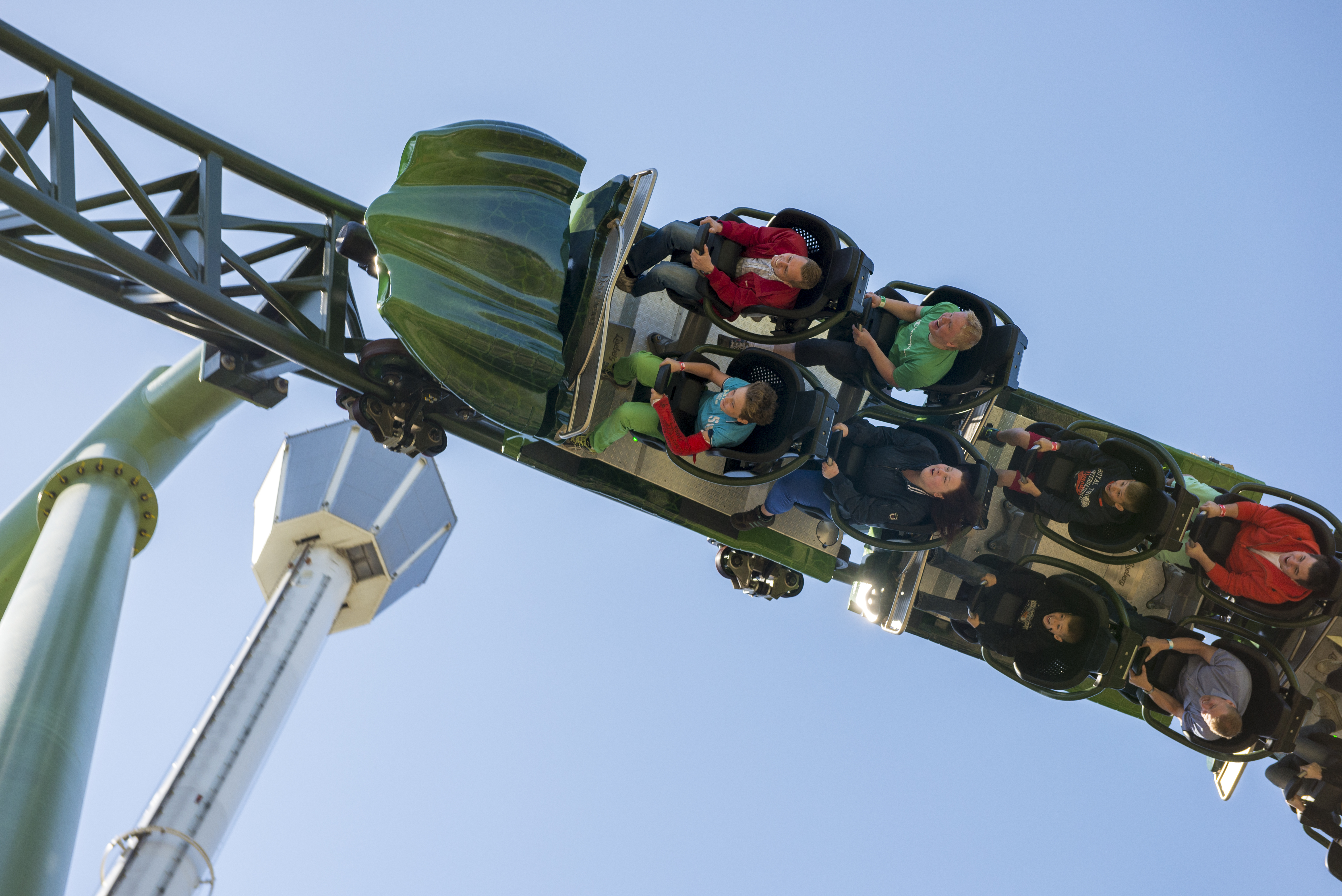

## Charakteristika
Pohonem vozíků horské dráhy jsou dva synchronní lineární elektromotory, které mohou vyvinout rychlost až 100 km/h. Dráha tak v tomto směru dosáhla na evropský primát. Pohyb se uskutečňuje na dvou kolejnicích, které na dráze opisují helikální trajektorii šroubovice, po níž získala atrakce název.
Dráha byla spuštěna 26. dubna 2014 v rámci otevíracího dne nové kalendářní sezóny. Řídící operační centrum se nachází u paty věžovité padací atrakce Atmosfear, kde nahradilo kino 3D filmů Maxxima, fungující od roku 2001. Trať je dlouhá 1 381 metrů a zasazena do svahovitého terénu. Jízda obsahuje celkem sedm inverzí – dvě vývrtky, smyčky ve tvaru preclíku a cylindru, stejně jako otáčení vozíku kolem trajektorie přímky (in-line twist).
Projekt Helix byl odhalen na podzim roku 2012 jako největší investice v historii zábavního parku Liseberg. Cena dosáhla přibližné částky 239 milionů švédských korun.